# Rogelio Livieres Plano
Rogelio Ricardo Livieres Plano, né le 30 août 1945 à Corrientes en Argentine et mort le 14 août 2015 à Buenos Aires, est un prélat catholique paraguayen, membre de l'Opus Dei et évêque de Ciudad del Este de 2004 à son éviction — une mesure rare — en 2014.

## Biographie
Rogelio Ricardo Livieres Plano, de nationalité paraguayenne, est né à Corrientes en Argentine le 30 août 1945. Après son admission comme membre numéraire de l'Opus Dei en 1964, il continue ses études universitaires au Paraguay, en Italie et en Espagne; il suit le cursus institutionnel de philosophie et théologie à l'Université pontificale de la Sainte-Croix de Rome et obtient le doctorat en jurisprudence de l'Université Catholique Nuestra Señora de la Asunción, la maîtrise en droit administratif de l'Université Complutense de Madrid et le doctorat en Droit Canon de l'Université de Navarre.
Rogelio Ricardo Livieres Plano est ordonné prêtre le 15 août 1978, pour l'Opus Dei.
Il est ensuite formateur des membres numéraires et vicaire de la prélature de l'Opus Dei à Buenos Aires, professeur de théologie morale à la faculté de jurisprudence et ingénierie de l'Université Australe de Buenos Aires et chapelain du Centre universitaire "Ykuá" à Asunción.
Il est nommé évêque de Ciudad del Este le 12 juillet 2004, et consacré le 3 octobre suivant, par l'archevêque d'Asuncion, Eustaquio Pastor Cuquejo Verga.
À la suite d'une crise interne dans le diocèse portant sur des déficits, une formation des séminaristes jugée trop courte (4 ans au lieu de 6) et des problèmes avec son vicaire général récemment révoqué, le pape envoie le 21 juillet 2014 le cardinal Santos Abril y Castelló, président de la commission de vigilance l’Institut pour les œuvres de religion, en visite apostolique dans le diocèse afin de faire une enquête approfondie sur ces différentes allégations. Il est invité, peu de temps après par le Saint-Siège, à ne pas procéder aux ordinations sacerdotales prévues le 15 août suivant.
Accusé de mauvaise gestion de son diocèse et de frictions avec les autres membres de la Conférence épiscopale paraguayenne, il est révoqué le 25 septembre 2014,. L'évêque s'était élevé en 2008 contre la candidature de l'ancien évêque Fernando Lugo, proche de la théologie de la libération, à la présidence de la République. Ce dernier était majoritairement soutenu par la plupart des membres de la Conférence épiscopale paraguayenne, malgré des faits de concubinage et de paternité avérés. L'ex évêque Lugo a finalement été réduit à l'état laïc et a dû quitter son poste de président en 2012. De plus, Mgr Livieres a commis l'imprudence d'accuser publiquement son archevêque métropolitain d'Asunción d'homosexualité. Un différend les opposait depuis que Mgr Livieres avait ouvert un séminaire concurrent de celui d'Asunción (ce dernier étant plus libéral) et qu'il ordonnait une quinzaine de prêtres par an, contre cinq en moyenne à Asunción. Le diocèse est ensuite administré par Mgr Ricardo Jorge Valenzuela Ríos, évêque de Villarrica del Espíritu Santo (Paraguay), en tant qu'administrateur apostolique,.
Il meurt de complications dues à son diabète après avoir reçu dans sa chambre d'hôpital son successeur et avoir écrit au pape pour l'assurer de sa pleine communion.